# Britannia High
Britannia High é uma série britânica co-produzida pela Granada Television (agora parte da ITV Studios) e Globe Productions para a rede ITV. A série enfocou a vida de um grupo de adolescentes e seus mentores em uma escola de teatro fictícia de Londres. Foi ao ar no ITV e TV3 Irlanda, estrando em 26 de outubro de 2008.
É um drama que conta a história de seis jovens adolescentes que entram para a escola de artes e enfrentam todos os obstáculos para continuarem perseguindo o sonho de atuarem nos palcos. Na escola, eles dedicarão seus dias a aulas de dança, canto, música e atuação.
Na Boomerang a série alcançou apenas 4 pontos em sua noite de estreia. No mesmo dia a série Split alcançou 8 pontos deixando para trás todas as séries do canal. A seção de abertura no Brasil foi modificada, no Estados Unidos a abertura é apresentada junto com o clipe da série, já no Brasil mostra apenas uma pequena parte da abertura.
A escola onde é gravada a série, é uma escola de verdade, a maioria das vezes os figurantes da série são alunos que estão por lá mesmo.

## Episódios
- 1.01 - Let's Dance (Pilot)
- 1.02 - Behind The Mask
- 1.03 - Who Are You?
- 1.04 - Fame
- 1.05 - Go Your Own Way
- 1.06 - Miss Independent
- 1.07 - Don't Stand So Close To Me
- 1.08 - With A Little Help From My Friends
- 1.09 - Finale (Season Finale).

## Trilha Sonora
O CD Britannia High Soundtrack foi lançado no dia 24 de novembro de 2008.
- 1. Cast - "Start Of Something"
- 2. Danny - "Missing Person"
- 3. Lauren - "Best Of Me"
- 4. Lauren and Claudine - "Watch This Space"
- 5. Claudine and Danny - "Growing Pains"
- 6. Lauren and Jez - "What Good Is Love"
- 7. Lauren - "So High"
- 8. Jez - "Wake Up"
- 9. Lola and Jez - "Body To Body"
- 10. BB - "The Things That We Don't Say"
- 11. Jez - "Proud"
- 12. BB and Jez - "Fight Song"
- 13. Claudine - "Do It All Over Again"
- 14. Lola, Lauren and Claudine - "Picking Up The Pieces"
- 15. BB - "Confessions"
- 16. Cast - "Without You"
- 17. Jez - "Weight Of The World"
- 18. Danny and Lauren - "Changing Man"